# August Hagmann
August Hagmann (* 7. Januar 1914 in Schlierbach, Kreis Göppingen; † 8. August 1969) war ein deutscher Landtagsabgeordneter der CDU in Baden-Württemberg.

## Leben
Hagmann erwarb sein Abitur 1932 in Kirchheim unter Teck und studierte anschließend Naturwissenschaften und Rechte an den Universitäten Königsberg und Tübingen. Er war seit 1932 Mitglied der musischen Studentenverbindung AMV Stochdorphia Tübingen im SV. Seine erste Juristische Staatsprüfung legte er 1937 ab und machte im Anschluss seine Referendarausbildung in Kirchheim/Teck und Tübingen, wo er zugleich Assistent der juristischen Fakultät war bis zu seiner Einberufung. Am 15. Mai 1937 beantragte er die Aufnahme in die NSDAP und wurde rückwirkend zum 1. Mai desselben Jahres aufgenommen (Mitgliedsnummer 4.969.722). Er war im Fronteinsatz in Frankreich, Jugoslawien, Russland und am Schluss wieder in Frankreich. Er wurde entlassen und setzte nach dem Krieg seinen Vorbereitungsdienst fort und schloss 1947 mit der Großen Juristischen Staatsprüfung ab. Seit 1947 arbeitete er als Rechtsanwalt in Nürtingen und als Dozent der Sparkassenschule in Stuttgart.
Von 1960 bis 1968 war er Mitglied des Landtags von Baden-Württemberg. Ab 1962 war er Vorsitzender des Rechtsausschusses.

## Familie
Hagmann war verheiratet und hatte drei Kinder.

## Werke
- Zur Frage der Rechtfertigung und der Grenzen der Haftung des Eigentümers für den polizeimässigen Zustand seiner Sachen. 1941.